# Charles à Court Repington
 Charles à Court Repington (Heytesbury, 29 januari 1858 – Hove, Sussex, 25 mei 1925) was een officier in het Britse leger en latere oorlogsverslaggever. Hij is vooral bekend doordat hij de eerste was die de term Eerste Wereldoorlog gebruikte.
Repingtons vader was lid van de Conservative Party. Repington volgde eerst onderwijs aan het Eton College en vervolgens aan het Royal Miltary College in Sandhurst. In 1878 begon hij zijn militaire carrière bij de Britse Rifle Brigade. De daaropvolgende jaren was hij in dienst in Afghanistan, Myanmar en Soedan, waarna hij opnieuw ging studeren in Camberley. Na zijn afstuderen werkte hij enige tijd als militair attaché in Brussel en Den Haag en werd bevorderd tot Brits luitenant-kolonel. Tijdens de Tweede Boerenoorlog in Zuid-Afrika (1899-1901) was  hij stafofficier. Voor zijn verdiensten tijdens deze oorlog kreeg hij de Orde van Sint-Michaël en Sint-George toegekend. Hij kreeg ook de Leopoldsorde en het Legioen van Eer. In januari 1902 legde hij zijn functie bij het leger neer.
Hij keerde terug naar Londen en werkte ruim vijftien jaar als oorlogscorrespondent, eerst voor The Morning Post (1902-1904) en later voor The Times (1904-1918). Het verslag dat hij deed van de Russisch-Japanse Oorlog verscheen later als boek, getiteld  The War in the Far East
Tijdens de Eerste Wereldoorlog kwam Repington via zijn contacten met het War Office aan informatie over de krijgsgebeurtenissen voor zijn werk als correspondent. Ook was hij bevriend met veldmaarschalk van het British Expeditionary Force John French, die hem op de hoogte hield.  In november bracht hij een bezoek aan het Westfront. Op 10 september 1918 gebruikte hij in zijn dagboek de term "First World War" voor de oorlog, waarin het – achteraf zeer waar gebleken – vermoeden in lag besloten dat een nieuwe wereldoorlog niet uitgesloten was. Voor zover bekend is dit de eerste keer ooit dat iemand WOI zo noemde. Eerder had men het simpelweg over "The War" of "The German War".
Aan het eind van de oorlog ging Repington in dienst bij The Daily Telegraph en publiceerdere meerdere boeken, waaronder de bestsellers The First World War (1920) en After the War (1922). Enkele van zijn voormalige vrienden namen het hem echter kwalijk  dat hij in deze boeken gegevens uit hun privécorrespondentie vrijgaf.

## Decoraties
- Lid in de Orde van Sint-Michaël en Sint-George op 29 november 1900
- Commandeur in de Leopoldsorde
- Officier in het Legioen van Eer